# سونگ سانگ-هیون
سونگ سانگ-هیون (انگلیسی: Song Sang-hyeon; ۱ ژانویهٔ ۱۵۵۱ – ۱۵ آوریل ۱۵۹۲) پرسنل نظامی در تهاجم ژاپن به کره (۱۵۹۸–۱۵۹۲) اهل پادشاهی چوسان بود.